# Koobface
Koobface, découvert en novembre 2008 par l’éditeur McAfee, est un ver informatique qui sévit sur le site communautaire Facebook.
Le ver Koobface se propage en envoyant des courriels aux amis des personnes dont l'ordinateur a été infecté, si l’utilisateur a la malheureuse idée de télécharger le programme, son ordinateur sera infecté et dirigera ses utilisateurs sur des sites contaminés lors de recherches sur Google, Yahoo! ou encore MSN. Il serait également capable de dérober des informations de nature personnelle comme un numéro de carte de crédit. Barry Schnitt, porte-parole de Facebook, a déclaré que : "quelques autres virus ont tenté de se servir de Facebook de manière similaire pour se propager mais jamais de manière aussi importante". Pour l'instant, un petit pourcentage d'utilisateurs a été affecté par ces virus.
Concernant la sécurité des informations personnelles de plus de 200 millions de personnes, une enquête au sein du FBI a été mise en place. 